# Лінчбург (Міссісіпі)
Лінчбург (англ. Lynchburg) — переписна місцевість (CDP) в США, в окрузі Десото штату Міссісіпі. Населення — 2466 осіб (2020).

## Географія
Лінчбург розташований за координатами 34°57′43″ пн. ш. 90°6′26″ зх. д. / 34.96194° пн. ш. 90.10722° зх. д. (34.961972, -90.107084).  За даними Бюро перепису населення США в 2010 році переписна місцевість мала площу 5,10 км², з яких 5,01 км² — суходіл та 0,09 км² — водойми.

## Демографія
Згідно з переписом 2010 року, у переписній місцевості мешкало 2437 осіб у 812 домогосподарствах у складі 680 родин. Густота населення становила 478 осіб/км².  Було 860 помешкань (169/км²).
Расовий склад населення:
| - 76,5 % — білих - 19,8 % — чорних або афроамериканців - 0,9 % — азіатів - 0,2 % — корінних американців |

До двох чи більше рас належало 1,7 %. Частка іспаномовних становила 2,0 % від усіх жителів.
За віковим діапазоном населення розподілялося таким чином: 28,1 % — особи молодші 18 років, 64,1 % — особи у віці 18—64 років, 7,8 % — особи у віці 65 років та старші. Медіана віку мешканця становила 36,1 року. На 100 осіб жіночої статі у переписній місцевості припадало 103,8 чоловіків;  на 100 жінок у віці від 18 років та старших — 99,4 чоловіків також старших 18 років.
Середній дохід на одне домашнє господарство  становив 77 619 доларів США (медіана — 78 636), а середній дохід на одну сім'ю — 80 641 долар (медіана — 80 938). Медіана доходів становила 51 413 долари для чоловіків та 35 861 долар для жінок. За межею бідності перебувало 0,7 % осіб, у тому числі 0,0 % дітей у віці до 18 років та 2,6 % осіб у віці 65 років та старших.
Цивільне працевлаштоване населення становило 1294 особи. Основні галузі зайнятості: освіта, охорона здоров'я та соціальна допомога — 25,7 %, мистецтво, розваги та відпочинок — 12,1 %, виробництво — 10,5 %, роздрібна торгівля — 9,7 %.